# Hesperomeles personii
Hesperomeles personii är en rosväxtart som beskrevs av Carl Sigismund Kunth. Hesperomeles personii ingår i släktet Hesperomeles och familjen rosväxter. Inga underarter finns listade i Catalogue of Life.